# Candy Clark

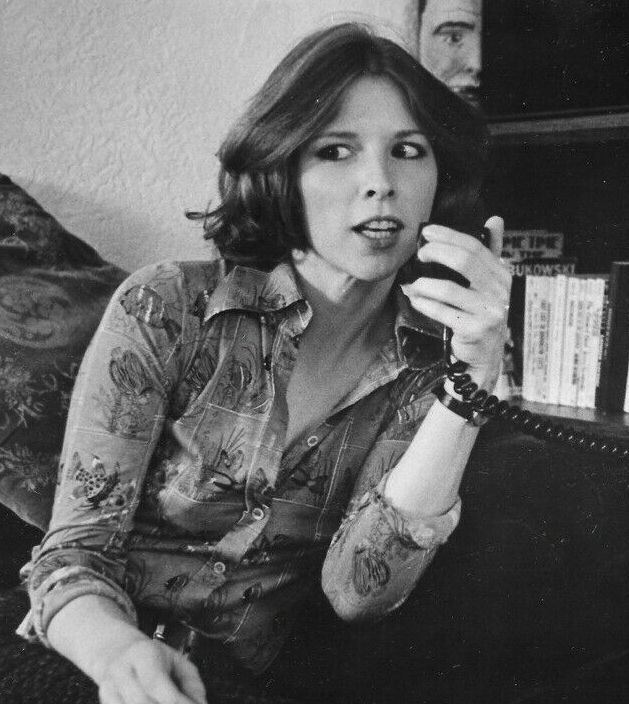
Candace June Clark in einer Szene des Films "Handle with Care", 1977

Candace June „Candy“ Clark (* 20. Juni 1947 in Norman, Oklahoma) ist eine US-amerikanische Filmschauspielerin und ehemaliges Fotomodell.

## Leben
Candy Clark wuchs als Tochter eines Küchenchefs in Texas auf, wo sie Studentin der Trimble Tech High School in Fort Worth war. Als 18-Jährige zog Clark nach New York City, wo sie als Model ihr erstes Geld verdiente. Entdeckt und gefördert von Regisseur John Huston stand Clark 1972 in dessen Filmdrama Fat City erstmals vor der Kamera.
Internationalen Bekanntheitsstatus erlangte sie jedoch bereits ein Jahr später, als sie 1973 in der Rolle der freundlichen und unbedarften Blondine Debbie Dunham in American Graffiti von George Lucas vor der Kamera stand. Für diese Darstellung wurde sie 1974 für den Oscar in der Kategorie Beste Nebendarstellerin nominiert. Im Jahr 1976 war sie als Partnerin von David Bowie in dem Science-Fiction-Film Der Mann, der vom Himmel fiel zu sehen. Im Vorfeld der Dreharbeiten zum Film Der Mann, der vom Himmel fiel wog Clark gerade mal 51 Kilogramm wegen einer Hepatitis-Infektion, die sich die dadurch stark abgemagerte Schauspielerin während einer Südamerika-Reise zugezogen hatte. Jedoch vertritt Candy Clark die Ansicht, das Untergewicht passe optisch zu der von ihr darin gespielten spindeldürren Rolle der Mary-Lou. 1977 soll Clark auch für die Rolle der Prinzessin Leia in Krieg der Sterne in Betracht gezogen worden sein, unterlag jedoch beim Casting Carrie Fisher.
Obwohl die Anzahl ihrer Film- und Fernsehrollen ab den 1990er-Jahren nachließ, ist Clark bis heute als Schauspielerin aktiv. Sie spielte 2011 in dem Theaterstück Images of Louise Brooks von Sven Mundt, das in Berlin Premiere hatte. In der Fernsehserie Criminal Minds spielte sie seit 2012 wiederkehrend die Mutter von A.J. Cooks Figur Jennifer Jareau, zudem war sie 2017 in der Neuauflage von David Lynchs Twin Peaks als Doris Truman zu sehen.
Clark, die in den 1970er Jahren Liaisonen mit dem Regisseur Nicolas Roeg und dem Schauspieler Jeff Bridges unterhielt, war zweimal verheiratet. Sowohl ihre Ehe mit dem Schauspieler Marjoe Gortner, mit dem sie von 1978 bis 1979 verheiratet war, als auch ihre Beziehung mit Filmproduzent Jeff Wald – die Ehe hielt von 1987 bis 1988 – ging in die Brüche.

## Filmografie (Auswahl)
- 1972: Fat City
- 1973: American Graffiti
- 1973: The New Perry Mason (Fernsehserie, 1 Episode)
- 1976: Ich will, ich will… vielleicht? (I Will… I Will… For Now)
- 1976: Der Mann, der vom Himmel fiel (The Man Who Fell To Earth)
- 1977: Flotte Sprüche auf Kanal 9 (Handle with Care)
- 1978: Tote schlafen besser (The Big Sleep)
- 1979: The Party is over… Die Fortsetzung von American Graffiti (More American Graffiti)
- 1979: When You Comin’ Back, Red Ryder?
- 1982: American Monster (Q: The Winged Serpent)
- 1983: Amityville III (Amityville 3-D)
- 1983: Das fliegende Auge (Blue Thunder)
- 1985: Katzenauge (Cat’s Eye)
- 1985–1986: Magnum (Fernsehserie, 2 Episoden)
- 1986: Auf kurze Distanz (At Close Range)
- 1987: Matlock (Fernsehserie, 1 Episode)
- 1988: Der Blob (The Blob)
- 1991: Cool as Ice
- 1992: Buffy – Der Vampir-Killer (Buffy The Vampire Slayer)
- 1994: Radioland Murders – Wahnsinn auf Sendung (Radioland Murders)
- 1997: Niagara, Niagara
- 2000: Sex oder stirb (Cherry Falls)
- 2007: Zodiac – Die Spur des Killers (Zodiac)
- 2008: Dog Tags
- 2009: Der Informant! (The Informant!)
- 2012–2019: Criminal Minds (Fernsehserie, 3 Episoden)
- 2017: Twin Peaks (Fernsehserie, 2 Episoden)
- 2018: 5 Weddings

## Auszeichnungen
- 1974: Oscar-Nominierung, Beste Nebendarstellerin für: American Graffiti
- 1984: Saturn Award für die beste Nebendarstellerin für: Das fliegende Auge (Blue Thunder)